# Jiusuo (köpinghuvudort i Kina, Hainan Sheng, lat 18,44, long 108,91)
Jiusuo är en köpinghuvudort i Kina. Den ligger i provinsen Hainan, i den södra delen av landet, omkring 230 kilometer sydväst om provinshuvudstaden Haikou. Antalet invånare är 74 141. Befolkningen består av 34 730 kvinnor och 39 411 män. Barn under 15 år utgör 22,0 %, vuxna 15-64 år 71 %, och äldre över 65 år 6,0 %.
Jiusuo är det största samhället i trakten. 
Genomsnittlig årsnederbörd är 1 815 millimeter. Den regnigaste månaden är augusti, med i genomsnitt 280 mm nederbörd, och den torraste är februari, med 21 mm nederbörd.